# Atheta richardsoni

Atheta richardsoni  (лат.) — вид коротконадкрылых жуков из подсемейства Aleocharinae. Канада.

## Распространение
Встречается в провинции Саскачеван (Канада).

## Описание
Мелкие коротконадкрылые жуки, длина тела 1,9 мм. Основная окраска тёмно-коричневая (усики и лапки желтовато-коричневые). Тело тонко и плотно пунктированное. Усики 11-члениковые, прикрепляются у внутреннего края глаз. Средние и задние лапки 5-члениковые (передние 4-члениковые). Видовое название дано в честь натуралиста XIX века Джона Ричардсона (Sir John Richardson), в своё время нашедшего суслик Ричардсона (Urocitellus richardsonii), в норе которого и был найден новый этот вид жуков. Сходен с европейским видом жуков Atheta liturata Stephens. Активны в июне. 
Вид был впервые описан в 2016 году канадскими энтомологами Яном Климашевским (Jan Klimaszewski; Laurentian Forestry Centre, Онтарио, Канада) и Дэвидом Ларсоном (David J. Larson).